# Ряд (Удомельский район)
Ряд — деревня в Удомельском районе Тверской области. Центр Рядского сельского поселения.
Находится в 7 км к северо-востоку от города Удомля на берегу озера Удомля (или по новому водохранилища КАЭС). К северу от деревни в озеро впадает река Овсянка.
Население по переписи 2002 года — 551 человек, 255 мужчин, 296 женщин.
В деревне контора СПК «Труд» (бывший совхоз).

## История
Впервые упоминается в 1545 году как Рядок Юшкова десятка в Никольском Удомельском погосте с 23 дворами и 15 обжами.
В 1859 году в списке населенных мест Тверской губернии значится владельческая деревня Ряд при озере Удомля, 81 двор, 472 жителя.
Во второй половине XIX — начале XX века деревня была центром Удомельско-Рядской волости Вышневолоцкого уезда Тверской губернии. Она входила в приход церкви Николо-Станского погоста, расположенного на противоположном берегу озера. В 1886 году в деревне 118 дворов, 700 жителей, 3 кузницы, 2 красильни, маслобойня, мелочная лавка.
В 1914 году — 119 дворов, 655 жителей. В 1930-е возле деревни на мелиорированном болоте открыта опытная сельскохозяйственная станция, дававшая высокие урожаи овощей.
В 1950-60-е годы деревня входила в Вакаринский сельсовет Удомельского района Калининской области.
В 1970-е годы, в связи со строительством Калининской АЭС, из расположенной южнее деревни Вакарино (на месте которой началась стройка КАЭС) в Ряд были переведены сельсовет и центральная усадьба совхоза, переселены в новые дома часть жителей.
В 1997 году — 222 хозяйства, 561 житель. Администрация сельского округа, центральная усадьба совхоза «Труд», средняя школа, ДК, библиотека, фельдшерский пункт, отделение связи, магазин.

## Достопримечательности
- Мемориальная стела воинам-землякам, павшим в Великой Отечественной войне.